# Bret Iwan
Bret Iwan, né le 10 septembre 1982 à Pasadena en Californie est un acteur américain spécialisé dans le doublage. Il est aussi illustrateur.
Il est actuellement la quatrième voix officielle de Mickey Mouse, depuis la mort de Wayne Allwine.

## Doublage

### Cinéma et télévision
Il double Mickey Mouse dans toutes les apparitions animées de ce personnage, depuis le 18 mai 2009.
- 2011 : La Maison de Mickey (1 épisode) : Mickey Mouse
- 2023 : Il était une fois un studio de Dan Abraham et Trent Correy : Mickey Mouse

### Jeux vidéo
- 2010 : Kingdom Hearts: Birth by Sleep : Roi Mickey
- 2010 : Kingdom Hearts: Re:Coded : Roi Mickey
- 2010 : Epic Mickey : Mickey Mouse
- 2011 : Kinect Disneyland Adventures : Mickey Mouse
- 2012 : Kingdom Hearts 3D : Dream Drop Distance : Roi Mickey